# Starr J. Murphy

Starr J. Murphy im College

Starr Jocelyn Murphy (* 17. Juni 1860 in Avon, Connecticut; † 4. April 1921 in Daytona, Florida) war ein US-amerikanischer Rechtsanwalt und von 1904 bis 1921 bei der Standard Oil Company beschäftigt.
Murphy war der Sohn von Reverend Elijah Douglass Murphy, dessen Vorfahren aus Irland eingewandert waren. Seine Mutter war ebenfalls die Tochter eines Geistlichen, Rev. Simeon Smith Jocelyn, aus New Haven. Der Name „Starr“ kam von ihrer Großmutter Harriette Starr. 1858 war sein Vater Pastor der Congregational Church in Avon und ab 1864 an der Port Society’s Church in Montclair, bis er aus Gesundheitsgründen 1888 sein Amt aufgab und 1890 verstarb.  Starr hatte zwei Brüder und eine Schwester.
Murphy besuchte die Adelphi Academy in Brooklyn und dann das Amherst College, das er 1881 mit dem Bachelor abschloss. Danach war er Student an der Law School der Columbia University und beendete 1883 sein Studium mit „summa cum laude“ (LL.b.), so dass er im Mai d. J. sofort als Anwalt im Staate New York zugelassen wurde.
Seine erste Anstellung war bei Chamberlain, Carter & Hornblower und danach als Anwalt bei Murphy, Lloyd & Boyd. Zehn Jahre später hieß die Anwaltskanzlei Murphy & Lloyd.
Am 9. Juni 1887 heiratete Murphy Julia Brush Doubleday, Tochter von John Mason Doubleday, einem angesehenen Bürger von Montclair, so dass er sich hier niederließ. In Montclair lernte er auch Frederick Taylor Gates kennen, der ebenfalls dort lebte.
1904 beanspruchte John Davison Rockefeller (Gates) Murphy mit der Prüfung der rechtliche Seite bei seiner $1 Mio. Spende für neue Gebäude der Harvard Medical School. Damit war er dermaßen zufrieden, dass er Murphy bat, seine Kanzlei aufzugeben und in das Standard Oil Gebäude 26, Broadway umzuziehen.
Murphy war Trustee im General Education Board und später Mitbegründer der Rockefeller Foundation und beriet die Rockefellers bei der Vergabe von Mitteln aus ihren Stiftungen. 1910 stellte er gemeinsam mit Gates die Pläne für die Foundation der Presse vor. Im Unterschied zum GEB, deren Tätigkeit auf die USA beschränkt war, sollte die Foundation flexibel sein und weltweit agieren können.